# Zárai kristályéjszaka
A Zárai kristályéjszaka (horvátul: Zadarska kristalna noć) egy a horvátországi Zára városában 1991. május 2-án történt erőszakos cselekménysorozat volt, melyet horvát civilek követtek el szerb és jugoszláv tulajdonban levő ingatlanok ellen. Az esemény előzménye egy gyilkosság volt, melynek során a jelentések szerint a Krajinai Szerb Autonóm Terület (SAO Krajina) milíciái a Zára melletti Polačában megöltek egy horvát rendőrt. A felháborodott horvát civilek megrongáltak, megsemmisítettek és kifosztottak több szerb és jugoszláv cég tulajdonában lévő zárai ingatlant.

## Előzmények
1990-ben és 1991-ben a Franjo Tuđman vezette horvát nacionalista Horvát Demokratikus Közösség (HDZ) választási győzelmét követően a horvátok és a szerbek közötti feszültség folyamatosan nőtt. Sok szerb mélységesen elégedetlen volt amiatt, hogy kisebbségként kelljen élnie a független Horvátországban. 1990 nyarán Dalmácia belső részének, nagyrészt szerbek lakta vidékein a szerbek fegyvert ragadtak, és az általunk létrehozott szakadár régiót Krajinai Szerb Autonóm Területnek (SAO Krajina) nevezték el. Lezárták az utakat, és gyakorlatilag elzárták Dalmáciát Horvátország többi részétől. A felkelés 1991 elején átterjedt Szlavónia keleti régiójára is, amikor a térségbe állítólag a Szerb Radikális Párthoz kötődő szerbiai félkatonai csoportok vonultak be, és elkezdték kiűzni a területről a nem szerb lakosságot.
1991. május 2-án félkatonai csoportok a Vukovár melletti Boróban tizenkét horvát rendőrt öltek meg, és a holttestek egy részét állítólag megcsonkították. Ez volt az addigi legvéresebb incidens a horvátok és szerbek közötti konfliktusban, mely széles körű megdöbbenést és felháborodást váltott ki egész Horvátországban. A gyilkosságok azonnal felszították az etnikai feszültséget.

## A zavargás
Május 2-án az észak-dalmáciai Polača közelében meghalt egy Franko Lisica nevű 23 éves horvát rendőr. Halálát a rendőrség közeli ellenséges fegyvertűznek tulajdonította, melyet feltehetően krajnai szerb fegyveresek adtak le.
Ugyanezen a napon a Zára belvárosától délkeletre fekvő Gaženica nevű elővárosból egy fiatal horvátokból álló embercsoport érkezett azzal a céllal, hogy lázadást indítson el, amelynek nyilvánvaló célja az volt, hogy elpusztítsa és kifossza a szerb vagy a jugoszláv cégek (köztük a JAT jugoszláv légitársaság) tulajdonában levő ingatlanokat.  A zavargások a délutáni órákban kezdődtek és órákig tartottak, de a megrongálódott ingatlanokat még másnap is fosztogatták. Đuro Kresović, a Zárai Városi Bíróság Bűnügyi Osztályának vezetője május 3-án szemtanúja volt a zavargásnak, és több mint 130-ra becsülte a lerombolt ingatlanok számát. Később egy biztosítótársaság 136 megsemmisült ingatlanról állított össze listát.
Mivel a belváros utcáin nagyon sok volt a betört ablak, másnap egy helyi újság, a Narodni list a „Zadarska noć kristala” címet adta az eseményekről szóló tudósításának. Míg a „Croatia osiguranje” biztosítótársaság beleegyezett abba, hogy megtérítse a szerb üzlettulajdonosoknak a zavargás okozta károkat, a horvát rendőrség reakciója korántsem volt megfelelő. Đuro Kresović a rendőrségről azt állította, hogy a zárai rendőrállomás és annak számos egyenruhás tisztviselője személyesen és aktívan részt vett a zavargások irányításában és magában a lázadásban is. Kresovićot ezt követően lefokozták, majd elbocsátották a Városi Bíróságon elfoglalt pozíciójából. Közvetlenül ezután horvátellenes zavargások zajlottak a szerbek lakta Krajinában is.

## Következmények
1991. május 6-án a spliti haditengerészeti parancsnokságon is lázadás tört ki, melyben a Jugoszláv Néphadsereg (JNA) egyik katonája meghalt, egy másik pedig megsebesült.
Júliusban a JNA és a szerb erők támadást indítottak a horvátok lakta dalmáciai települések ellen kirobbantva a zárai csatát, amelynek 34 áldozata volt. 1995-ben a Jugoszláv Szövetségi Köztársaság kormánya jelentést készített, amelyben azt állította, hogy a Zárában megsemmisült ingatlanok száma legalább 168 volt, és az erőszakra való felbujtással a HDZ helyi tisztviselőit vádolta meg. Azt állították, hogy a zavargásokat „a HDZ számos aktivistája és legmagasabb rangú zárai tisztviselője szervezte a HDZ legmagasabb rangú vezetőinek, köztük Vladimir Šeksnek, a horvát parlament alelnökének a jelenlétében”. A Spliti Városi Ügyészségnek folyamatban levő eljárása volt a zavargással kapcsolatban, de ezt 2002-ben vádemelés nélkül lezárták. Hasonló összefüggésben utalt rá, Slobodan Milošević perében a Krajinai Szerb Köztársaság minisztere Marko Atlagić is.

## Fordítás
Ez a szócikk részben vagy egészben  a(z)   1991 riot of Zadar című angol Wikipédia-szócikk ezen változatának fordításán alapul.  Az eredeti cikk szerkesztőit annak laptörténete sorolja fel. Ez a jelzés csupán a megfogalmazás eredetét és a szerzői jogokat jelzi, nem szolgál a cikkben szereplő információk forrásmegjelöléseként.